# Бэмоунт, Перри
Пе́рри Арче́нджело Бэ́моунт (или Бамо́нте) (англ. Perry Archangelo Bamonte; род. 3 сентября 1960 года, Лондон) — британский музыкант итальянского происхождения, наиболее известный своим участием в группе The Cure. Непродолжительное время также был басистом в группе Love Amongst Ruin.

## Карьера
Родился 3 сентября 1960 года в Лондоне. Впервые присоединился к The Cure в качестве музыканта в 1990 году, заменив Роджера О’Доннелла, игравшего на клавишных инструментах, который внезапно ушёл из группы после Молитвенного тура (Prayer Tour). Первоначально Бэмоунт был гитарным техником группы, начиная с альбома The Top 1984 года. Он считался очевидной заменой О’Доннелла в качестве клавишника, но позже, после ухода в 1993 году Порла Томпсона, взял на себя и роль соло-гитариста, выступая вместе с вокалистом Робертом Смитом. Бэмоунт помог записать альбомы Wish, Wild Mood Swings, Bloodflowers и The Cure. Он также участвовал в написании музыки к песням «Trust» из альбома Wish, «This Is a Lie» из альбома Wild Mood Swings и «Anniversary» из The Cure. Кроме того, Бэмоунт появлялся в концертных альбомах Paris, Show, а также Trilogy.
В 2005 году появилось сообщение, что он и его младший брат Дэрил были внезапно уволены из The Cure, так же как и Роджер О’Доннелл, и быстро заменены Порлом Томпсоном. Это было опровергнуто Бэмоунтом в интервью The Daily Telegraph в 2018 году, где он сказал: «Меня не уволили, как сообщают в Интернете, и мы всё ещё хорошие друзья». Он утверждает, что уход его брата из группы обострил его отношения с Робертом Смитом.
В сентябре 2012 года Бэмоунт был объявлен басистом лондонской группы Love Amongst Ruin, чтобы помочь им осуществить тур с их вторым альбомом «Lose Your Way».

## Личная жизнь
Младший брат Бэмоунта Дэрил также работал с The Cure в качестве тур-менеджера, а кроме того гастролировал с группой Depeche Mode. У них также есть сестра по имени Карла.
На протяжении всей жизни страстный рыболов, в настоящее время Бэмоунт работает художником и иллюстратором в ежеквартальном журнале Fly Culture.

## Дискография
The Cure
- Wish (1992)
- Paris (1993)
- Show (1993)
- Wild Mood Swings (1996)
- Galore (1997)
- Bloodflowers (2000)
- Greatest Hits (2001)
- Trilogy (2003, DVD)
- The Cure (2004)
- Songs of a Lost World (2024)